# Jean-Marie Guyau

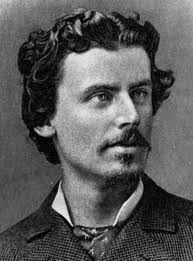
Jean-Marie Guyau

Jean-Marie Guyau (* 28. Oktober 1854 in Laval; † 31. März 1888 in Menton) war ein französischer Philosoph und Dichter.

## Leben
Inspiriert von Dichtung und Philosophie las er alle großen Texte von Hugo, Corneille, Musset, Epiktet, Plato und Kant und übersetzte das Handbuch von Epiktet. Er unterrichtete am Lycée Condorcet und zog dann aus gesundheitlichen Gründen nach Südfrankreich, wo er bis zu seinem  frühen Tod lebte. Er war der Sohn von Augustine Tuillerie, die 1877 Le Tour de France par deux enfants publiziert hatte. Seine Frau publizierte unter dem Pseudonym  Pierre Ulric Kinderbücher. Als Philosoph war Guyau zusammen mit Alfred Fouillée der bedeutendste Vertreter des philosophischen Evolutionismus.

## Werke (Auswahl)
- Essai sur la morale littéraire. 1873.
- Première année de lecture courante. 1875.
- Morale d’Epicure. 1878.
- Morale anglaise contemporaine. 1879, deutsch Die englische Ethik der Gegenwart. Kröner, Leipzig 1914.
- Vers d’un philosophe. deutsch: Verse eines Philosophen. 1912.
- Problèmes de l’esthétique contemporaine. 1884, deutsch Die ästhetischen Probleme der Gegenwart. Leipzig 1912.
- Esquisse d’une morale sans obligation ni sanction. 1884. deutsch Sittlichkeit ohne ‘Pflicht’. Ins Deutsche übersetzt von Elisabeth Schwarz. Mit einer für die deutsche Ausgabe verfassten biografisch-kritischen Einleitung von Alfred Fouillée und bisher ungedruckten Randbemerkungen Friedrich Nietzsches, 1912
- Irréligion de l’avenir. 1886, deutsch Die Irreligion der Zukunft: soziologische Studie. Leipzig 1910, englisch: The Non-religion of the future. New York 1962
- Education et Heredité. Etude sociologique. Paris : Alcan, 1889, deutsch: Erziehung und Vererbung. 1913.
- La genèse de l’idée de temps. Avec une introd. par Alfred Fouillée. Alcan, Paris 1890, deutsch: Die Entstehung des Zeitbegriffs. Cuxhaven [u. a.] : Traude Junghans, 1995
- L’Art au point de vue sociologique. 2. Bände, Alcan, Paris 1889, deutsch: Die Kunst als soziologisches Phänomen. Leipzig: Klinkhardt, 1911 – Neuübersetzung: Berlin, Wissenschaftsverlag Spiess, 1987.

Werkausgabe: Philosophische Werke. übersetzt von E. Bergmann, 6 Bände, 1912–14.